# Ulfenbach
Der Ulfenbach ist ein Fluss im Odenwald in Südhessen und Baden-Württemberg, der nach einem ungefähr südlichen Lauf von etwa 29 km Länge sich in Hirschhorn mit dem linken Finkenbach zum Laxbach vereint, der dort bald in den Neckar mündet.

## Name
Die Namen Ulfenbach und Laxbach werden von verschiedener Seite recht schwankend und geradezu verwirrend gebraucht. Heutige Vermessungskarten zeigen die Benennung Laxbach, alternativ (in Klammern) zu Ulfenbach oder allein, noch weit hinauf über den Punkt des Zusammenflusses mit dem Finkenbach ulfenbachaufwärts bis etwa Affolterbach, jedoch dabei untereinander sehr uneinheitlich. Ähnlich auf Internet-Veröffentlichungen des Hessischen Landesamts für Umwelt und Geologie.
Auf einer „Parzellenkarte der Gemarkung Hirschhorn“ von 1846 beginnt der „Laxebach“ erst mit dem Zusammenfluss von Ulfenbach und Finkenbach bei Hirschhorn. Einheimische folgen demselben Sprachgebrauch.
Am Oberlauf vereinen sich zwei große Quelläste bei Wahlen, ein nordwestlicher, längerer und stärker wasserführender von Hammelbach her (auch als Hammelbach bezeichnet), ein nördlicher vom Grasellenbacher Sägewerk kommend. Auch diesen nördlichen Zweig findet man zuweilen als Ulfenbach benannt.
Erstmals schriftlich erwähnt wurde das Gewässer im Jahr 795 als Vluena. Der Name leitet sich wohl vom germanischen *wulfa- „Wolf“ und hatte entsprechend die Bedeutung „Wolfbach“ oder „Bach, an dem Wölfe vorkommen“.

## Geographie

### Verlauf
Der Ulfenbach entspringt im Odenwald beim Sägewerk ostnordöstlich des Ortsteils Gras-Ellenbach der Gemeinde Grasellenbach einem kleinen Teich auf etwa 415 m ü. NHN und läuft überwiegend nach Süden durch das dort beginnende Ulfenbachtal, eines von mehreren großen Tälern in Nord-Süd-Richtung des Hinteren Odenwaldes.

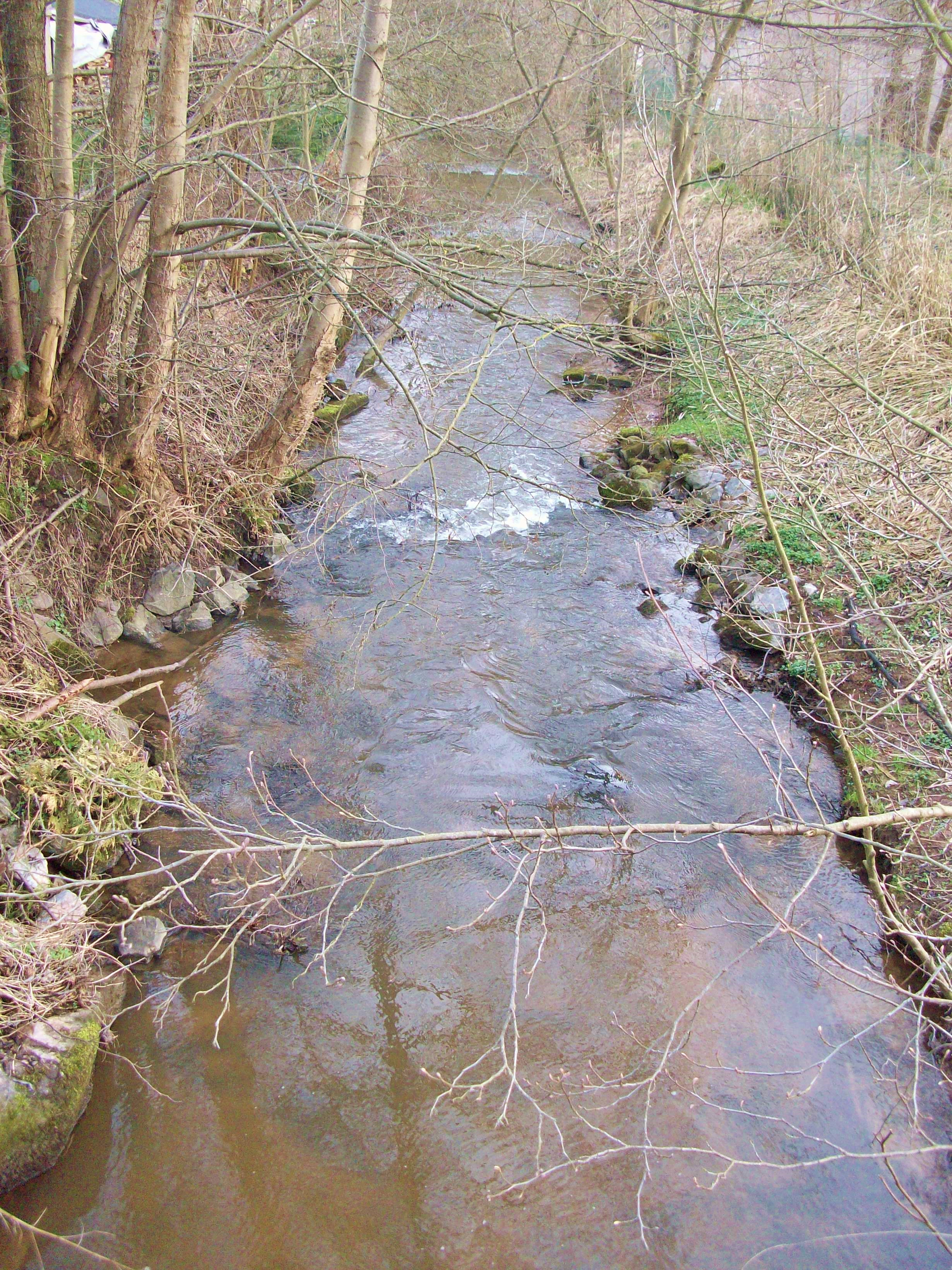
Der Ulfenbach im Grasellenbacher Ortsteil Wahlen am Burgstall Waldau

Der Bach fließt kurz nach der Quelle durch das Naturschutzgebiet Gras-Ellenbacher Wiesen, durchquert Grasellenbach und danach den Ortsteil Wahlen, wo von rechts der Hammelbach zufließt, der am Zusammenfluss etwas länger ist als der Ulfenbach, auch merklich höher auf etwa 500 m ü. NHN entspringt, im Ortsteil Hammelbach der Weschnitzquelle sehr nahe kommt und anschließend die Ortsteile Litzelbach und Scharbach der Gemeinde passiert.
Nach Wahlen wechselt der Ulfenbach über in die Gemeinde Wald-Michelbach (Ortsteil Affolterbach), passiert Aschbach an linkem Ufer, durchzieht den Hauptort Wald-Michelbach und anschließend die Ortsteile Ober-Schönmattenwag und Unter-Schönmattenwag. Danach fließt er in einem nach Westen etwas ausholenden Bogen, kreuzt die Grenze des hessischen Landkreis Bergstraße zum baden-württembergischen Rhein-Neckar-Kreis, berührt in diesem den einzigen Ort der Gemeinde Heddesbach am rechten Ufer und kehrt, nun auf konsequentem Südostlauf, zurück in den Landkreis Bergstraße ins Gebiet der Stadt Hirschhorn. Dort durchläuft er den kleinen Ort Langenthal, tritt in das Naturschutzgebiet Ulfenbachtal bei Hirschhorn ein und erreicht danach den Siedlungsbereich von Hirschhorn selbst. Nach einem Lauf von 29 Kilometern fließt er dort von rechts und gegenüber dem Sporn der Burg Hirschhorn mit dem von Norden kommenden Finkenbach auf etwa (130 m ü. NHN) zum Laxbach zusammen, der schon etwa 700 m weiter abwärts in den Neckar mündet.

### Einzugsgebiet
Das 95,83 km² große Einzugsgebiet des Ulfenbachs liegt im Sandsteinodenwald und wird durch ihn über den Laxbach, den Neckar und den Rhein zur Nordsee entwässert.
Es hat die Gestalt eines schmalen, sich leicht schlängelnden und nach Süden zu verengenden Schlauches von 5,5 bis 2,5 km Breite. Im Nordosten verläuft die Wasserscheide zu den Mümling-Zuflüssen, östlich zum Finkenbach und dessen Nebenflüssen, im Süden meist zum Neckar selbst, im Südwesten und Westen zur Steinach und ihren Nebenbächen, im Nordwesten und Norden zum Weschnitz-System.

### Zuflüsse
Hierarchische Liste der Zuflüsse und jeweils von der Quelle zur Mündung, auch mit den Zuflüssen des Hammelbachs. Auswahl.
- Gaßbach (rechts), in Grasellenbach, ca. 2,0 km
- Bach in Wahlen (links), in Grasellenbach-Wahlen, ca. 1,0 km
- Hammelbach (rechts), in Wahlen, ca. 4,3 km
  - Scharbach (rechts), in Scharbach
    - Hinterwiesengraben (links), in Scharbach
    - Dölle (rechts), in Scharbach
- Kocherbach (rechts), in Wald-Michelbach-Affolterbach in einen rechten Nebengraben, ca. 3,2 km
- Affolterbach (links), in Affolterbach in einen linken Nebengraben, ca. 1,4 km
- Aschbach (links), nach Affolterbach, ca. 0,9 km
- (Bach aus der Heckenwiese) (rechts), kurz nach dem vorigen, ca. 1,2 km
- Aschbach (links), in Wald-Michelbach-Aschbach in einen linken Nebengraben, ca. 0,8 km
- Michelbach, teils auch Gaderner Bach (rechts), in Wald-Michelbach, 5,5 km und 10,4 km²
  - Spechtbach (rechts), in Wald-Michelbach, ca. 2,6 km
  - Gritzenbach (links), in Wald-Michelbach, ca. 2,5 km
- (Bach aus den Mühlklingen) (rechts), nach Wald-Michelbach, ca. 0,7 km
- Binzig (rechts), vor Wald-Michelbach-Straßburg, ca. 0,9 km
- (Bach aus dem Seufzergrund)  (rechts), am Ortsende von Straßburg, ca. 1,5 km
- Dürr-Ellenbach (links), durch Wald-Michelbach-Ober-Schönmattenwag, 6,0 km und 7,9 km²
- (Bach aus dem Zweckgrund) (rechts), Wald-Michelbach-Korsika, ca. 0,6 km
- Wüstebach (links), vor Wald-Michelbach-Flockenbusch, ca. 0,9 km
- Holmbach (rechts), gegenüber Flockenbusch, 1,4 km und 2,6 km²
- → Raingraben (nach rechts), Teilungsarm bis in Heddesbach, 0,9 km
- Heddesbach (rechts), in Heddesbach, 1,1 km
- Klingenbach (rechts), in Heddesbach, 0,7 km

### Ulfenbachtal
Das Ulfenbachtal ist im Unterlauf tief eingeschnitten, im untersten ab Langenthal sogar als enges Kerbtal ausgebildet. Die Hänge sind meist mit Wald bewachsen. Im Oberlauf dagegen gibt es Abschnitte mit breiter Talsohle und weit die flachen Seitenhänge hinauf offener Flur. Über die gesamte Länge folgt eine Straße (L 3105) dem Bachlauf; wegen des steilen Landschaftsreliefs sind die in diesem Bereich fast parallel zueinander zum Neckar hin laufenden Nord-Süd-Täler des Odenwaldes bevorzugte Erschließungsachsen. Zusammen mit seinen Nebenbächen entwässert der Ulfenbach das Gebiet des Überwaldes zum Neckar hin. Es ist dünn besiedelt und waldreich.

### Orte
Von der Quelle zur Mündung:
- Hessen
  - Landkreis Bergstraße
    - Gde. Grasellenbach
    - Gde. Wald-Michelbach
- Baden-Württemberg
  - Rhein-Neckar-Kreis
    - Gde. Heddesbach
- Hessen
  - Landkreis Bergstraße
    - Stadt Hirschhorn

## Fauna
Das Ulfenbachtal ist eines der vier Gebiete in Deutschland, in denen die geschützte Äskulapnatter lebt. Die Population ist in den letzten Jahren stark angewachsen, manche Tiere dringen bis in die Häuser vor.